# Klara Obermüller
Klara Obermüller, offiziell Klara Studhalter-Obermüller (* 11. April 1940 in St. Gallen) ist eine Schweizer Journalistin, Schriftstellerin und Fernsehmoderatorin.

## Leben
Klara Obermüller wuchs als einziges Kind ihrer Adoptiveltern in Zürich-Wollishofen auf. Sie studierte Germanistik, Romanistik und Geschichtswissenschaft in Zürich, Hamburg und Paris und promovierte zur Dr. phil. In ihrer Dissertation behandelte sie das Thema Melancholie in der deutschen Barocklyrik. Sie war in erster Ehe mit Peter Obermüller verheiratet, in zweiter Ehe mit dem Schweizer Schriftsteller Walter Matthias Diggelmann. Sie ist seit über dreissig Jahren mit dem katholischen Theologen Kurt Studhalter verheiratet.
Obermüller arbeitete unter anderem im Feuilleton der NZZ, der Weltwoche und der FAZ sowie bei der Kunst- und Kulturzeitschrift du. 1989 war sie Mitglied des Literarischen Quartetts und löste dort Jürgen Busche ab. Bis zu ihrer Pensionierung 2002 arbeitete sie als Moderatorin beim Schweizer Fernsehen in der Sendung Sternstunde Philosophie. Heute ist sie als freie Publizistin, Moderatorin und Referentin tätig und lebt mit ihrem Mann in Männedorf.
In den 1970er Jahren war sie erste Präsidentin der Gesellschaft Schweiz – DDR.

## Plagiatsaffäre Guttenberg
Der deutsche Bundesminister Karl-Theodor zu Guttenberg plagiierte in seiner Dissertation Teile eines 2003 in der NZZ am Sonntag publizierten Leitartikels von Klara Obermüller ohne Quellenangabe. Im März 2011 entschuldigte sich Guttenberg schriftlich bei Klara Obermüller. Im April 2011 kritisierte Obermüller Guttenbergs Versuche, die Veröffentlichung der Untersuchungsergebnisse der universitären Kommission zu verhindern.

## Auszeichnungen
- 1980: Ehrengabe des Kantons Zürich
- 1991: Paul-Haupt-Preis für Literaturkritik
- 1992: Journalistenpreis der Stiftung gegen Rassismus und Antisemitismus (GRA) und der Gesellschaft Minderheiten in der Schweiz (GMS)[10]
- 2010: Ehrendoktorat der Theologischen Fakultät der Universität Zürich
- 2019:  Zürcher Journalistenpreis für ihr Gesamtwerk
- 2020: Auszeichnung der Stadt Zürich für besondere kulturelle Verdienste[11][12]

## Werke
- Studien zur Melancholie in der deutschen Lyrik des Barock, Bonn 1974
- Gehn wir, der Tag begint, Zürich [u. a.] 1976
- DDR, Zürich [u. a.] 1977 (zusammen mit Walter Matthias Diggelmann)
- Nebel über dem Ried, Zürich [u. a.] 1978
- Gaby S., Zürich [u. a.] 1979
- Zuhause sterben, Zürich 1981 (unter dem Namen Klara Obermüller-Diggelmann)
- 18, und schon am Ende?, Zürich [u. a.] 1982
- Ganz nah und weit weg, Luzern [u. a.] 1982
- Übergänge, Kindhausen 1990
- Dem Leben recht geben, Zürich 1993 (zusammen mit Jean Rudolf von Salis)
- Schweizer auf Bewährung, Zürich 1998 (zusammen mit Sigi Feigel)
- Der Tod ist groß. Wir sind die Seinen, Lenzburg 2000
- Ruhestand – nein danke!, Zürich 2005
- Weder Tag noch Stunde, Frauenfeld [u. a.] 2007
- Schwarz auf weiß, Frauenfeld [u. a.] 2009
- Spurensuche. Ein Lebensrückblick in zwölf Bildern, Zürich 2016
- Die Glocken von San Pantalon. Ein venezianisches Tagebuch, Zürich und München 2020

## Herausgeberschaft
- Manuel Gasser: Erinnerungen und Berichte, Verlag der Arche, Zürich 1981. E-Book: Edition diá, Berlin 2015, ISBN 978-3-86034-543-6 (Epub) und ISBN 978-3-86034-643-3 (MobiPocket)
- Walter Matthias Diggelmann: Der Tag erzählt seine eigene Geschichte, Zürich 1992
- Herbert Haag: Laßt Euch die Freiheit nicht nehmen, Zürich 1993
- Silja Walter: Die Fähre legt sich hin am Strand, Zürich [u. a.] 1999
- Walter Matthias Diggelmann: Werkausgabe, Zürich
  - 1. Geschichten um Abel und ausgewählte frühe Erzählungen, 2000
  - 2. Der falsche Zug, 2001
  - 3. Das Verhör des Harry Wind, 2002
  - 4. Die Hinterlassenschaft, 2003
  - 5. Filippinis Garten, 2004
  - 6. Da, das bin ich, 2006
- Wir sind eigenartig, ohne Zweifel, München [u. a.] 2003
- Es schneit in meinem Kopf, München [u. a.] 2006

## Übersetzungen
- Madeleine Lamouille: Wir werden Sie Marie nennen, Zürich [u. a.] 1980
- Étienne Barilier: Nachtgespräche, Zürich [u. a.] 1979
- Vincent Philippe: Republik Jura, Frauenfeld 1978 (übersetzt zusammen mit Ursula von Wiese)
- Christine de Rivoyre: Boy, Zürich [u. a.] 1975, dt. Titel: Boy, Aufbau Verlag Berlin und Weimar 1977
- Jean Ziegler: Eine Schweiz, über jeden Verdacht erhaben, Darmstadt [u. a.] 1976
- Federica de Cesco: Venedig kann gefährlich sein, Zürich [u. a.] 1975